# Jan-Philipp Berner
Jan-Philipp Berner (* 6. Februar 1988 in Göttingen) ist ein deutscher Koch.

## Werdegang
Nach der Ausbildung wechselte Berner 2007 zum Restaurant Jörg Müller (ein Michelinstern) in Westerland (Sylt). Anfang 2009 absolvierte er in Göttingen die ersten Ausbildungsteile zum Küchenmeister. Dann ging er zum Gourmetrestaurant Tschifflik zu Jörg Glauben (ein Michelinstern) und ab Mitte 2009 zum Söl’ring Hof zu Johannes King (zwei Michelinsterne). Anfang 2011 absolvierte er den Küchenmeister vollständig mit dem Abschluss von 99 %, den vorher noch niemand erreicht hatte. Von Mitte 2011 bis Mitte 2013 kochte er im Gourmetrestaurant Lerbach Nils Henkel (zwei Michelinsterne).
Ab September 2013 war er neben Johannes King Küchenchef im Söl’ring Hof, der weiterhin mit zwei Michelinsternen ausgezeichnet wurde. Im November 2018 wurde er vom Restaurantführer Gault-Millau zusammen mit Johannes King zum Koch des Jahres 2019 gekürt. Im selben Jahr wurde Berner alleiniger Küchenchef des Restaurants. Im Januar 2022 übernahm Jan-Philipp Berner den Söl'ring Hof von Johannes King, der sich auf seinen Gourmet-Versand konzentrieren wollte.

## Auszeichnungen
- 2013: Sieger des 37. Concours International des Jeunes Chef Rôtisseurs (Weltmeisterschaft für Jungköche)[4]
- 2014: Zwei Michelinsterne für den Söl’ring Hof
- 2019: Gault&Millau Koch des Jahres (zusammen mit Johannes King)[5]
- 2019: Frankfurter Allgemeine Sonntagszeitung Lieblinge des Jahres 2019, Aufsteiger des Jahres[6]